# Auhah
Miskan (arap. مسكان) je nenaseljeni kuvajtski otočić na sjeveru Perzijskog zaljeva, jugoistočno od Failake. Dimenzije su mu 800 m x 540 km, a površina oko 0.34 km². Najbliži otok je Failaka, udaljen oko 16 km, dok je najbliži dio kuvajtskog kopna udaljen oko 41 km u smjeru zapada, gdje se nalazi distrikt Salmiya. Na otoku nema ničega osim svjetionika i heliodroma. Otok je od strateškog značaja za Kuvajt jer je dio lanca otoka koji brane kuvajtsko kopno s mora.

## Poveznice
- Perzijski zaljev